# Pholidocercus hassiacus
Il folidocerco (Pholidocercus hassiacus) è un primitivo parente estinto dei ricci e delle talpe, vissuto una cinquantina di milioni di anni fa (Eocene inferiore - medio) in quella che oggi è la Germania.
I resti di questo animale, perfettamente conservati, sono stati rinvenuti nell'eccezionale giacimento noto come pozzo di Messel, un lagerstätte che ha permesso la fossilizzazione anche della pelliccia e delle parti molli degli animali che vissero in riva a una laguna eocenica.

## Aspetti morfologici
Lo scheletro del folidocerco, noto in ogni dettaglio, mostra un animale lungo circa mezzo metro e dotato di alcune strutture difensive presenti anche nei ricci odierni: il corpo infatti era ricoperto di corti aculei, che permettevano un'adeguata protezione dai predatori. Oltre a ciò, la coda era lunga e squamosa, probabilmente ricoperta di scaglie indurite. Sulla testa, invece, era presente uno scudo cefalico. Il folidocerco era probabilmente un animale onnivoro, che vagava nel sottobosco alla ricerca di piccole prede.
Sembra affine al più piccolo Macrocranion, anch'esso ritrovato negli strati del giacimento di Messel.